# Рариткин
Хребета Рарѝткин (на руски: Рарыткин) е нископланински хребет, в Североизточна Азия, в южната част на Чукотски автономен окръг на Русия. Простира се от югозапад на североизток на протежение около 200 km, между реките Великая на югоизток, Анадир на север и десният ѝ приток Берьозовая на запад. Максимална височина 1085 m (64°03′54″ с. ш. 174°47′31″ и. д. / 64.065° с. ш. 174.791944° и. д.), разположена в централната му част. Изграден е от андезити и глинести шисти. От него водят началото си няколко леви притока на река Великая и няколко десни притока на Берьовоя и Анадир. В северозападното му подножие е разположено голямото Червено езеро По ниските части на склоновете му и в долините расте дребна храстова ела и кедров клек, а нагоре следва лишейна и камениста тундра.

## Национален атлас на Русия
- Чукотка[2]